# Coemeterium

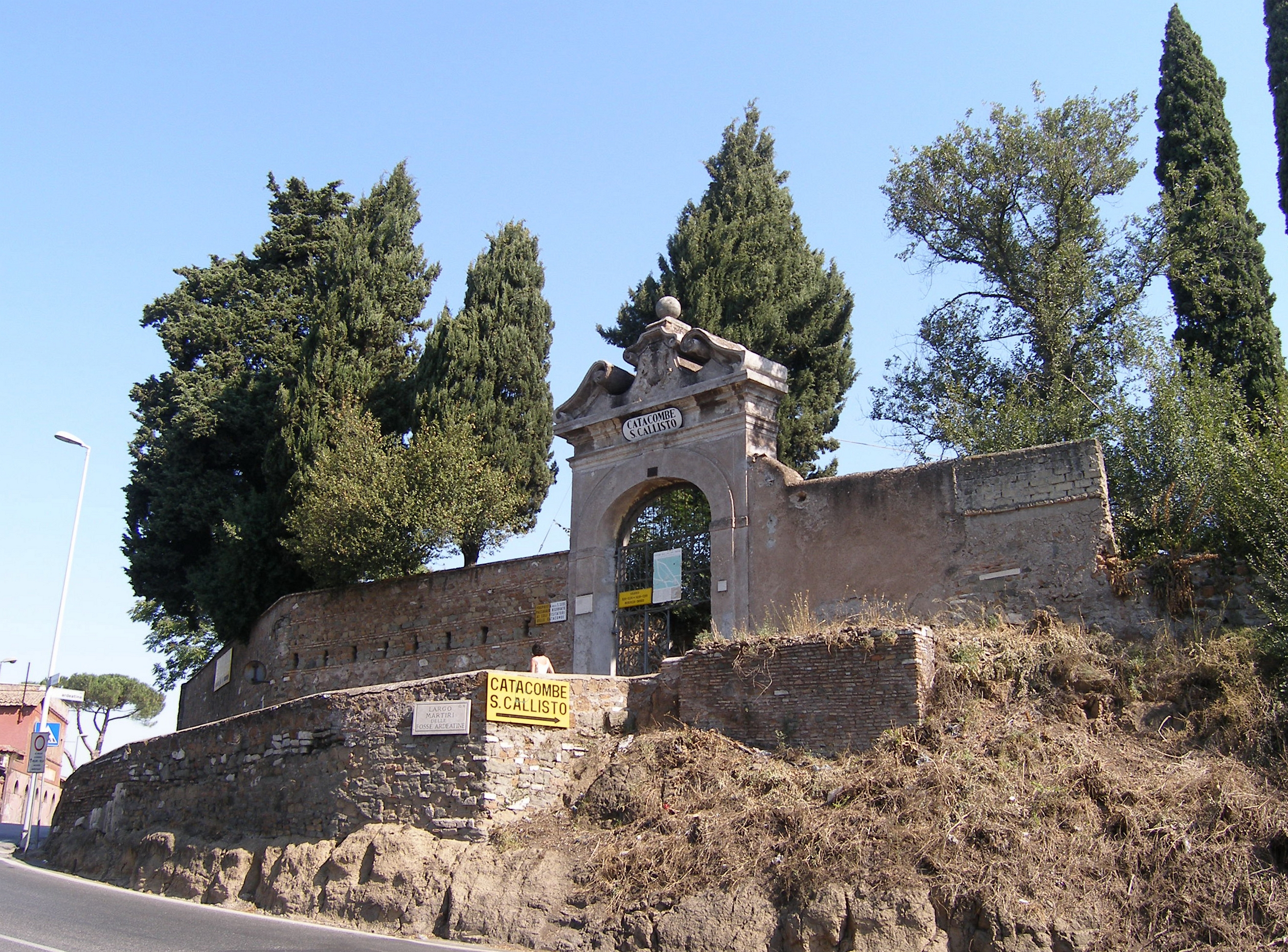
Eingang zur Calixtus-Katakombe, Rom

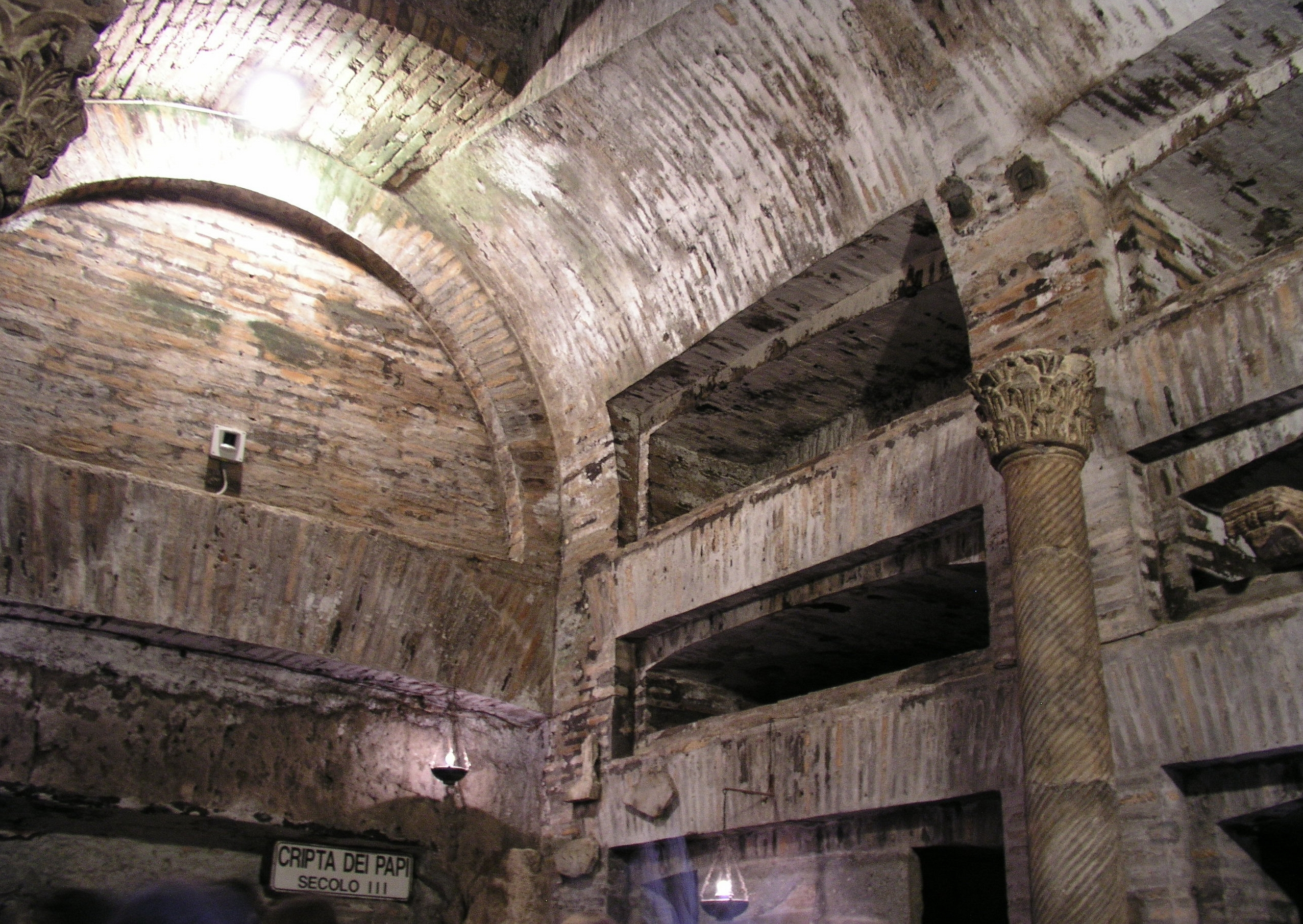
Arkosolgrab und Loculi in der ‚Krypta der Päpste‘, Calixtus-Katakombe, Rom

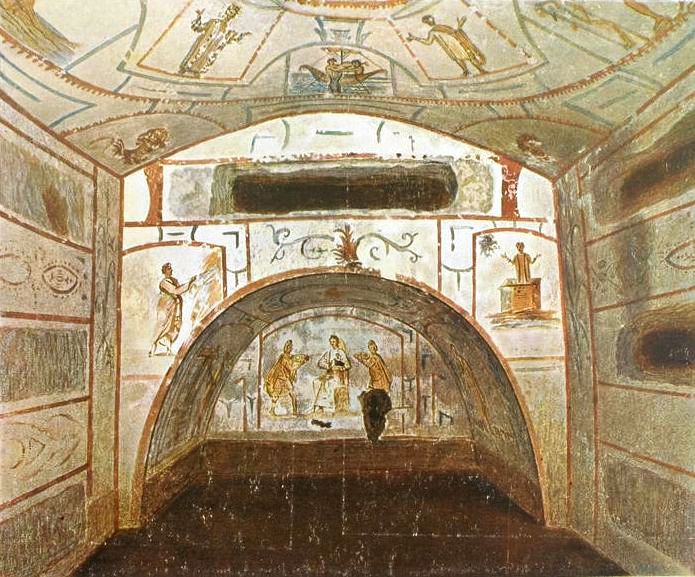
Wandmalerei mit Anbetung der Weisen aus dem Orient in der Katakombe der Heiligen Marcellinus und Petrus, Rom

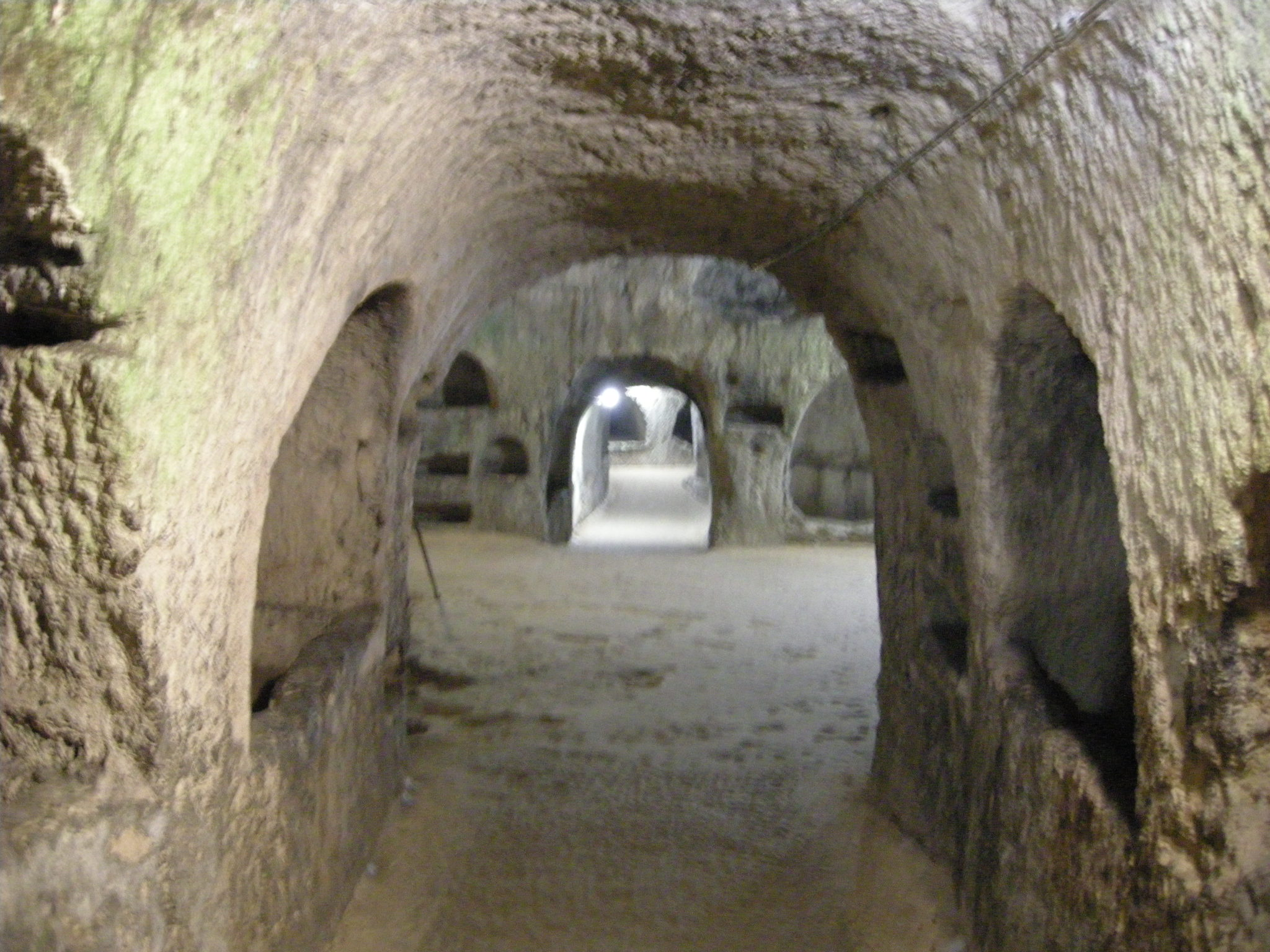
Gang im Coemeterio di Giovanni Evangelista, Syrakus

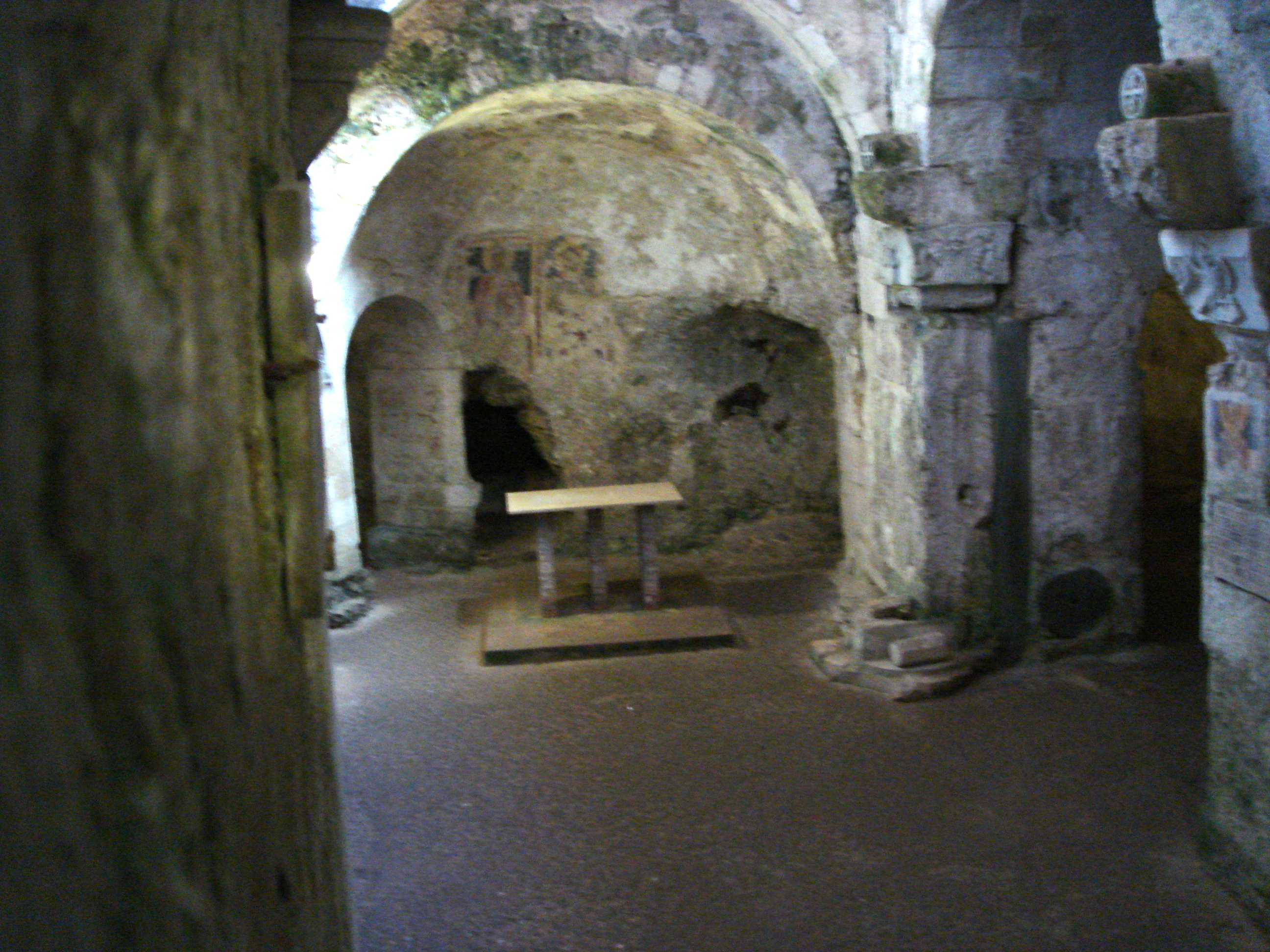
Andachtsraum im Coemeterio di S. Giovanni Evangelista, Syrakus

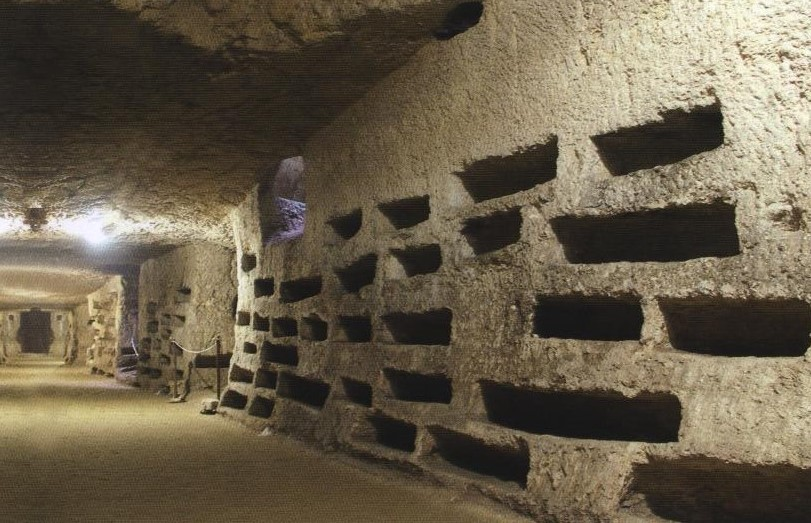
Loculi im Coemeterio di Giovanni Evangelista, Syrakus

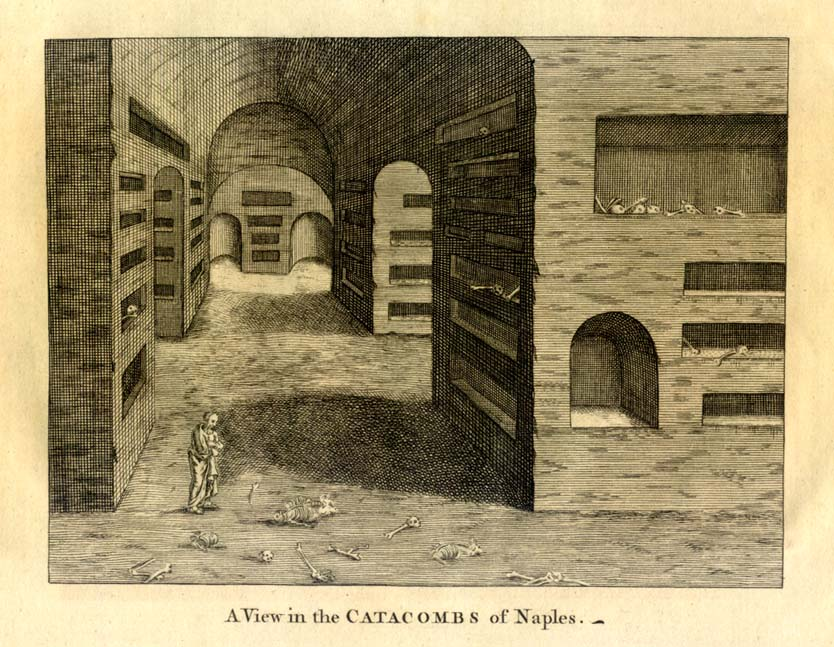
Katakombe in Neapel, Historische Darstellung von J. Coote (1760)

Das Coemeterium (lat. ‚Ruhestätte‘, aus altgriechisch κοιμητήριον, ‚Schlafraum‘, ‚Ruheort‘) war ursprünglich ein allein stehender Grabbau oder ein für mehrere Personen bestimmter Begräbnisplatz. Als Coemeterium bezeichnete man von der frühchristlichen Zeit bis zum 9. Jahrhundert auch die Katakomben im heutigen Sinn.

## Geschichte
Im frühen Christentum verstand man unter Coemeterium einen Begräbnisplatz oder Friedhof für Angehörige der christlichen Gemeinde, der zunächst über der Erde lag. Im 1. Jahrhundert beerdigten die christlichen Gemeindemitglieder ihre Toten noch in den allgemeinen heidnischen Grabarealen.
Im 2. Jahrhundert übernahmen die Christen den jüdischen Brauch, ihre Toten in Katakomben in Rom außerhalb der Stadtmauern zu bestatten. Auf dem Gelände eines heidnischen Gräberfelds an der Via Appia entstand das erste unterirdische Gräbersystem der christlichen Gemeinden, die Calixtus-Katakombe; es folgten allein in Rom mehr als 60 Katakomben. Durch Edikt von 257 ließ Kaiser Valerian den Christen verbieten, ihren Kult in der Öffentlichkeit auszuüben und  ihre oberirdischen Friedhöfe zu betreten, wodurch sich die Bestattungen auf Grabanlagen unter der Erde konzentrieren mussten. In den Katakomben wurden auch christliche Märtyrer, Bischöfe und Päpste beigesetzt.
Erst nach dem Religionsfrieden von 313 nahmen die Bestattungen über der Erde und in den neu entstandenen Umgangsbasiliken (Coemeterialbasilika) wieder zu. Im 6. Jahrhundert setzte ein Verfall der Grabanlagen in den Katakomben und Umgangsbasiliken ein, weil diese Anlagen außerhalb der Stadtmauern nicht mehr gesichert werden konnten und weil durch neue Gesetze die Bestattungen innerhalb des Stadtgebietes erlaubt worden waren. So entstanden aus den als Coemeteria bezeichneten „Friedhöfen“ vor den Mauern jetzt ‚Kirchhöfe‘ im Umkreis um eine städtische Gemeindekirche. Coemeterium wurde zum Synonym für ‚Friedhof‘, woraus sich das englische ‚cemetery‘ und das französische ‚cimetière‘ ableiten.
Entsprechend dem Wortsinn der ‚Ruhestätte‘ sollten die Gräber für die Christen Orte der vorläufigen Ruhe in Erwartung der Auferstehung sein. Die Bestattung in oberirdischen Friedhöfen erfolgte in einfachen Schachtgräbern. In den Katakomben waren die Wandgräber in Form von Lokulusgräbern die Regel, bei denen zahlreiche Körpergräber in Nischen übereinander in das weiche Gestein gehauen wurden. Aufwändiger war das Arkosolgrab, bei dem der Leichnam in einer Nische liegt, die von einem Bogen überspannt ist. Für Familien gab es auch exklusivere Grabkammern (cubiculi) und für Päpste die ‚Krypta der Päpste‘ mit genügend Raum für Sarkophage und loculi. Bei dem Wort Krypta (griech. κρυπτός ‚verborgen‘, ‚geheim‘, lat. crypta = Höhle, unterirdisches Gewölbe) ist zu beachten, dass die frühchristlichen unterirdischen Friedhöfe und Grabräume im 4. Jahrhundert noch allgemein als cryptae oder coemeterii bezeichnet wurden und dass die Bezeichnung ‚Katakombe‘ erst seit dem 9. Jahrhundert allgemein benutzt wird. Dabei handelte es sich ursprünglich um den Flurnamen ad catacumbas (griech. κατά κύμβας = „bei den Höhlungen“) für die Sebastians-Katakombe; erst im 8. Jahrhundert wurde in den Namen der Basilika ‚San Sebastiano‘  an der Via Appia der Zusatz ad Catacumbas aufgenommen und erst seit dem 9. Jahrhundert dient ‚Katakombe‘ als Fachausdruck für unterirdische Begräbnisstätten.
In den sechs römischen Umgangsbasiliken wurden alle drei Kirchenschiffe mit Gräbern belegt und darüber mit einem Plattenboden abgeschlossen.

## Frühchristliche Coemeterien in Rom
Die bedeutendsten Beispiele für Coemeterien in Rom sind die allgemein zugänglichen christlichen Katakomben, insbesondere:
- Calixtus-Katakombe, auch coemeterium Callisti genannt, an der Via Appia Antica mit einer Fläche von ca. 15 ha und etwa 370.000 Gräbern auf fünf Ebenen, außerdem mehr als 60 Familiengräbern und Gruften.

- Sebastians-Katakombe an der Via Appia Antica unter der Basilika San Sebastiano fuori le mura, in der sich auch heidnische Gräber befinden.

- Domitilla-Katakomben, auch coemeterium Domitillae genannt, an der Via Ardeatina als der umfangreichste unterirdische Friedhof Roms mit bedeutenden frühchristlichen Wandmalereien.

- Priscilla-Katakomben an der Via Salaria mit schätzungsweise 40.000 Gräbern und frühchristlichen Wandmalereien, darunter die wahrscheinlich älteste Darstellung einer Maria mit Kind.

- Coemterium Petri et Marcellini, auch coemeterium ad duas lauros genannt, an der antiken Via Labicana mit zahlreichen frühchristlichen Wandbildern.

- Coemeterium Agnetis an der Via Nomentana, das seit Ende des 2. Jahrhunderts um das Grab der hl. Agnes von Rom errichtet und in den folgenden Jahrhunderten mit unterirdischen Gängen von ca. 10 km ausgebaut wurde. An Stelle von Wandbildern haben sich darin zahlreiche Inschriften und Graffiti erhalten.[6]

## Weitere Coemeterien
- Katakomben auf Malta: St. Agatha’s Catacombs (um 200); St. Paul’s Catacombs (um 350); Salina Bay’s Catacombs.

- Katakomben von Syrakus: Santa Lucia (um 220); San Giovanni Evangelista (um 315); Vigna Cassia (3. und 4. Jh.).

- Frühchristlicher Friedhof von Tarragona (4.–7. Jh.), Kultort von Fructuosus und seinen Diakonen Augurius und Eulogius[7]

Auch in Neapel, auf der Insel Milos und unter dem Wiener Stephansdom befinden sich Coemeterien. Im niederländischen Valkenburg wurden Katakomben nachgebaut (Römische Katakombe Valkenburg).